# Gaganjeet Bhullar
Gaganjeet Bhullar (27 april 1988) in een golfprofessional uit India.

## Amateur
Bhullar was in 2004 en 2006 de beste amateur van India.

#### Gewonnen
- 2005 World Junior Masters Championship

## Professional
Bhallar is sinds eind 2006 professional en speelt op de nationale tour van India (NT) en de Aziatische PGA Tour (AT).  In de Nationale PGA Tour heeft hij alle cuts gehaald en eindigt hij altijd in de top18.In 2007 en 2008 eindigt hij op de 5de plaats van de Order of Merit in India.
In 2009 kwalificeert hij zich voor het Brits Open, maar mist de cut..  Begin september 2009 speelt hij de European Masters in Crans, dat nu ook deel uitmaakt van de Aziatische Tour.

### Gewonnen

#### Nationale Tour
- 2009: PGTI Players Championship op de Panchkula Golf Club
- 2009: PGTI Players Championship presented by Rambagh Golf Club
- 2009: PGTI Players Championship presented by Aamby Valley Golf Club
- 2009: PGTI Players Championship presented by Eagleton

#### Aziatische Tour
- 2009: Indonesian President Invitational
- 2010: Asian Tour International inclusief baanrecord van 64
- 2011: American Express Bangladesh Open (-14)
- 2012: Yeangder Tournament Players Championship

#### Europese Challenge Tour
- 2011: The Gujarat Kensville Challenge